# 포스코이앤씨 체조단
포스코이앤씨 체조단은 포스코이앤씨가 운영하는 대한민국의 남자 체조 실업팀이다. 2004년 대한민국에서 두 번째로 창단하였다.

## 역사

### 연도별 주요 사건
- 2005년 전국대학, 일반 선수권대회 평행봉, 링 1위 양태영
- 2005년 제86회 전국체육대회 단체종합 1위 양태영, 양태석
- 2005년 제86회 전국체육대회 개인종합, 평행봉 1위 양태영
- 2005년 제6회 한국 실업체조연맹 회장배대회 단체종합 1위 양태영
- 2005년 제60회 종별체조선수권대회 개인종합, 마루, 평행봉 1위 양태영
- 2006년 제61회 종별체조선수권대회 마루 1위 양태영
- 2006년 전국대학, 일반 선수권대회 평행봉 1위 양태석
- 2006년 전국대학, 일반 선수권대회 개인종합, 마루, 철봉 1위 양태영
- 2006년 제87회 전국체육대회 단체종합 1위 양태석, 양태영, 손혁
- 2007년 제62회 종별체조선수권대회 철봉 1위 김수면
- 2007년 제62회 종별체조선수권대회 평행봉, 개인종합 1위 유원철
- 2007년 제62회 종별체조선수권대회 마루 1위 양태영
- 2007년 제62회 종별체조선수권대회 단체종합 1위 양태영, 양태석, 유원철, 김수면
- 2007년 제8회 한국 실업체조연맹 회장배대회 철봉 1위 양태석
- 2007년 제88회 전국체육대회 단체종합 1위 양태영, 양태석, 유원철, 손혁, 김수면
- 2007년 제88회 전국체육대회 마루 1위 김수면
- 2007년 제88회 전국체육대회 평행봉 1위 유원철
- 2007년 제8회 한국 실업체조연맹 회장배대회 평행봉, 개인종합 1위 양태영
- 2008년 제63회 전국종별체조선수권대회 마루 1위 손혁
- 2008년 제9회 한국 실업체조연맹 회장배대회 안마 1위 손혁
- 2008년 제89회 전국체육대회 마루 1위 김수면
- 2008년 제89회 전국체육대회 평행봉 1위 유원철
- 2008년 제89회 전국체육대회 단체종합 1위 양태영, 양태석, 손혁
- 2008년 제4회 아시아시니어 체조선수권 마루 1위 김수면
- 2009년 제64회 전국종별체조선수권대회 개인종합 1위 김수면
- 2009년 제64회 전국종별체조선수권대회 단체종합 1위 양태영, 양태석, 유원철, 손혁, 김영민, 김수면
- 2009년 제25회 하계 유니버시아드대회 마루 1위 김수면
- 2009년 제64회 전국종별체조선수권대회 개인종합 1위 김수면
- 2009년 제64회 전국종별체조선수권대회 단체종합 1위 양태영, 양태석, 손혁
- 2009년 제25회 하계유니버시아드대회 마루 1위 김수면
- 2009년 제64회 전국종별체조선수권대회 개인종합 1위 김수면
- 2009년 제64회 전국종별체조선수권대회 단체종합 1위 양태영, 양태석, 손혁
- 2009년 제25회 하계유니버시아드대회 마루 1위 김수면
- 2009년 제10회 한국 실업체조연맹 회장배대회 마루 1위 김수면
- 2009년 제10회 한국 실업체조연맹 회장배대회 링, 개인종합 1위 유원철
- 2009년 제10회 한국 실업체조연맹 회장배대회 단체종합 1위 양태영, 양태석, 유원철, 손혁, 김영민, 김수면
- 2009년 제34회 KBS배 전국체조대회 개인종합 1위 김수면
- 2009년 제34회 KBS배 전국체조대회 평행봉 1위 양태석
- 2009년 제34회 KBS배 전국체조대회 단체종합 1위 양태석, 유원철, 손혁, 김영민, 김수면
- 2009년 2009년도 전국대학, 일반 선수권대회 링, 개인종합 1위 유원철
- 2010년 제65회 전국종별체조선수권대회 단체종합 1위 손혁, 유원철, 김영민, 김수면
- 2010년 제65회 전국종별체조선수권대회 개인종합 1위 김수면
- 2010년 제65회 전국종별체조선수권대회 평행봉 1위 유원철
- 2010년 11회 한국 실업체조연맹 회장배대회 단체종합 1위 손혁, 유원철, 김영민, 김수면
- 2010년 11회 한국 실업체조연맹 회장배대회 개인종합, 철봉 1위 김수면
- 2010년 11회 한국 실업체조연맹 회장배대회 링 1위 유원철
- 2010년 11회 한국 실업체조연맹 회장배대회 마루 1위 김수면
- 2010년 제16회 아시아경기대회 마루 1위 김수면
- 2010년 제35회 KBS배 전국체조대회 평행봉 1위 유원철
- 2010년 제16회 광저우 아시안게임 금메달 김수면
- 2011년 제66회 전국종별체조선수권대회 마루, 개인종합 1위 김수면
- 2012년 제67회 전국종별체조선수권대회 개인종합, 안마, 평행봉 1위 신동현
- 2012년 제67회 전국종별체조선수권대회 단체종합 1위 손혁, 김영민, 최진성, 이성재, 신동현

## 선수
- 양태석,  손혁,  유원철,  신동현,  김영민,  김수면,  최진성,  이성재

## 코칭 스태프
- 코치  이장형,  양태영